# Herman Vanderpoorten

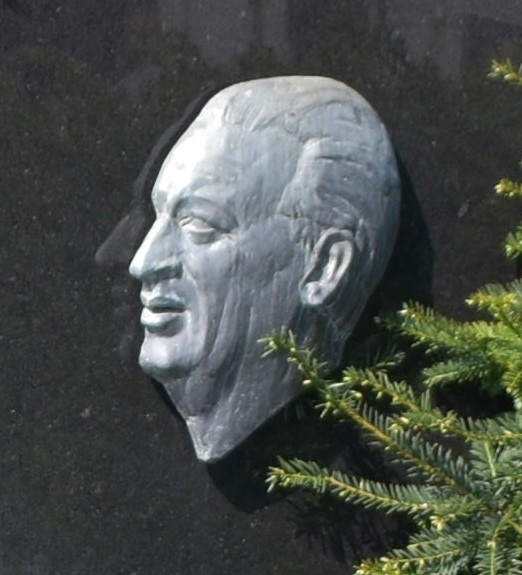
Relief am Grab von Herman Vanderpoorten

Herman Frans Geeraard Vanderpoorten (* 25. August 1922 in Lier, Provinz Antwerpen; † 3. September 1984 ebenda) war ein belgischer Politiker der Liberalen Partei und später der Partei für Freiheit und Fortschritt (PVV), der unter anderem zwischen 1961 und 1965 Mitglied der Belgischen Abgeordnetenkammer, von 1965 bis 1984 Mitglied des Belgischen Senats sowie mehrmals Minister in der Föderalregierung war. Er war außerdem zwischen 1979 und 1980 Mitglied des 1. Europäischen Parlamentes und bekam 1983 den Ehrentitel Staatsminister verliehen.

## Leben
Herman Frans Geeraard Vanderpoorten war der Sohn des Politikers Arthur Vanderpoorten (1884–1945), der unter anderem von 1939 bis 1940 Minister der öffentlichen Arbeiten sowie 1940 Innenminister war und im KZ Bergen-Belsen an Fleckfieber verstarb, und von Jeanne Thijs (1891–1972). Er besuchte von 1933 bis 1939 das Koninklijk Atheneum im Antwerpener Stadtteil Berchem und begann daraufhin 1939 ein Studium der Rechtswissenschaften an der 
Reichsuniversität Gent (RUG), welches er mit einem Doktor der Rechte 1945 beendete. Während des Studiums engagierte er sich als aktives Mitglied der 1852 gegründeten Studentenvereinigung „’t Zal Wel Gaan“ und gehörte am 23. Dezember 1945 zu den Mitbegründern der Vereinigung ehemaliger Mitglieder des Liberalen Flämischen Studentenverbandes LVSV (Liberaal Vlaams Studentenverbond) in Gent. Nach seiner anwaltlichen Zulassung war er von 1945 bis 1949 zunächst als Rechtsanwalt am Berufungsgericht im Brüsseler Justizpalast sowie im Anschluss zwischen 1949 und 1974 als Rechtsanwalt in Mechelentätig. 
Sein politisches Engagement begann Vanderpoorten in der Liberalen Partei und war von 1946 bis 1961 deren Vorsitzender in Lier sowie zwischen 1949 und 1957 stellvertretender Vorsitzender der Liberalen Flämischen Allianz LVV (Liberaal Vlaams Verbond). Am 30. Juni 1949 wurde er Mitglied des Provinzialrates der Provinz Antwerpen, des Parlaments dieser Provinz, und gehörte diesem bis zum 1. Juni 1958 an. Als Nachfolger von Victor Sabbe wurde er 1957 Vorsitzender der Liberalen Flämischen Allianz und hatte diese Funktion bis zu seiner Ablösung durch Louis D’haeseleer 1966 inne. Er war zwischen 1959 und 1960 stellvertretender Vorsitzender der Liberalen Partei und arbeitete von 1959 bis 1961 als Rechtsberater für das Ministerium für öffentliche Arbeiten. 1959 wurde er Friedensrichter von Lier sowie Mitglied des Gemeinderates von Lier, dem er bis zu seinem Tode 1984 angehörte. Zugleich fungierte er 1961 als Vorsitzender der Kommission für politische Infrastruktur und soziale Reformen der Liberalen Partei und war von 1961 bis 1972 Mitglied des Parteibüros der Freiheit und Fortschritt PVV (Partij voor Vrijheid en Vooruitgang), die 1961 aus der Liberalen Partei hervorgegangen war, und zwischen 1961 und 1968 Vorsitzender der PVV in Lier.
Am 26. März 1961 wurde Herman Vanderpoorten Mitglied der Belgischen Abgeordnetenkammer und gehörte dieser bis zum 23. Mai 1965 an. 1963 wurde er Mitglied des Hohen Rates für öffentliche Bildung. Am 26. März 1965 wurde er erstmals zum Mitglied des Belgischen Senats gewählt, dem er bis zu seinem Tode am 3. September 1984 angehörte. Er war zunächst direkt gewählter Senator und anschließend vom 17. November 1971 bis zum 30. Januar 1974 Senatsmitglied als Vertreter der Provinz Antwerpen. Im Anschluss gehörte er dem Senat zwischen dem 10. März 1974 bis zum 9. März 1977 wieder als direkt gewählter Senator sowie vom 28. April 1977 bis zum 14. November 1978 abermals Senatsmitglied als Vertreter der Provinz Antwerpen, ehe er zuletzt zwischen dem 17. Dezember 1978 und dem 3. September 1984 erneut direkt gewählter Senator war. Am 19. März 1966 wurde er zum ersten Mal in eine Föderalregierung berufen und bekleidete in der Regierung Vanden Boeynants I bis zum 7. Juni 1968 das Amt des Innenministers. Er war zugleich von 1966 bis 1970 Vorsitzender der Lierer Zweigstelle des Willemsfonds, eine nach Jan Frans Willems benannte, 1851 gegründete eine gemeinnützige Kulturorganisation zur Förderung der flämischen Kultur und Sprache in Belgien. 1969 löste er Karel Poma als LVV-Vorsitzender ab und hatte diese Funktion bis 1973 inne, woraufhin Karel Poma erneut Vorsitzender des Liberaal Vlaams Verbond wurde. Er war von 1971 bis 1984 Ehrenvorsitzender der Willemsfonds-Zweigstelle Lier und zwischen dem 7. Dezember 1971 und dem 21. Oktober 1980 Mitglied des Niederländischen Kulturrates (Nederlandse Cultuurraad), des Vorläufers des heutigen Flämischen Parlaments. Während dieser Zeit wae er von 1972 bis 1973 stellvertretender Vorsitzender des Niederländischen Kulturrates sowie zugleich stellvertretender Vorsitzender der Partei für Freiheit und Fortschritt PVV (Partij voor Vrijheid en Vooruitgang) und damit Stellvertreter des Parteivorsitzenden Willy De Clercq.

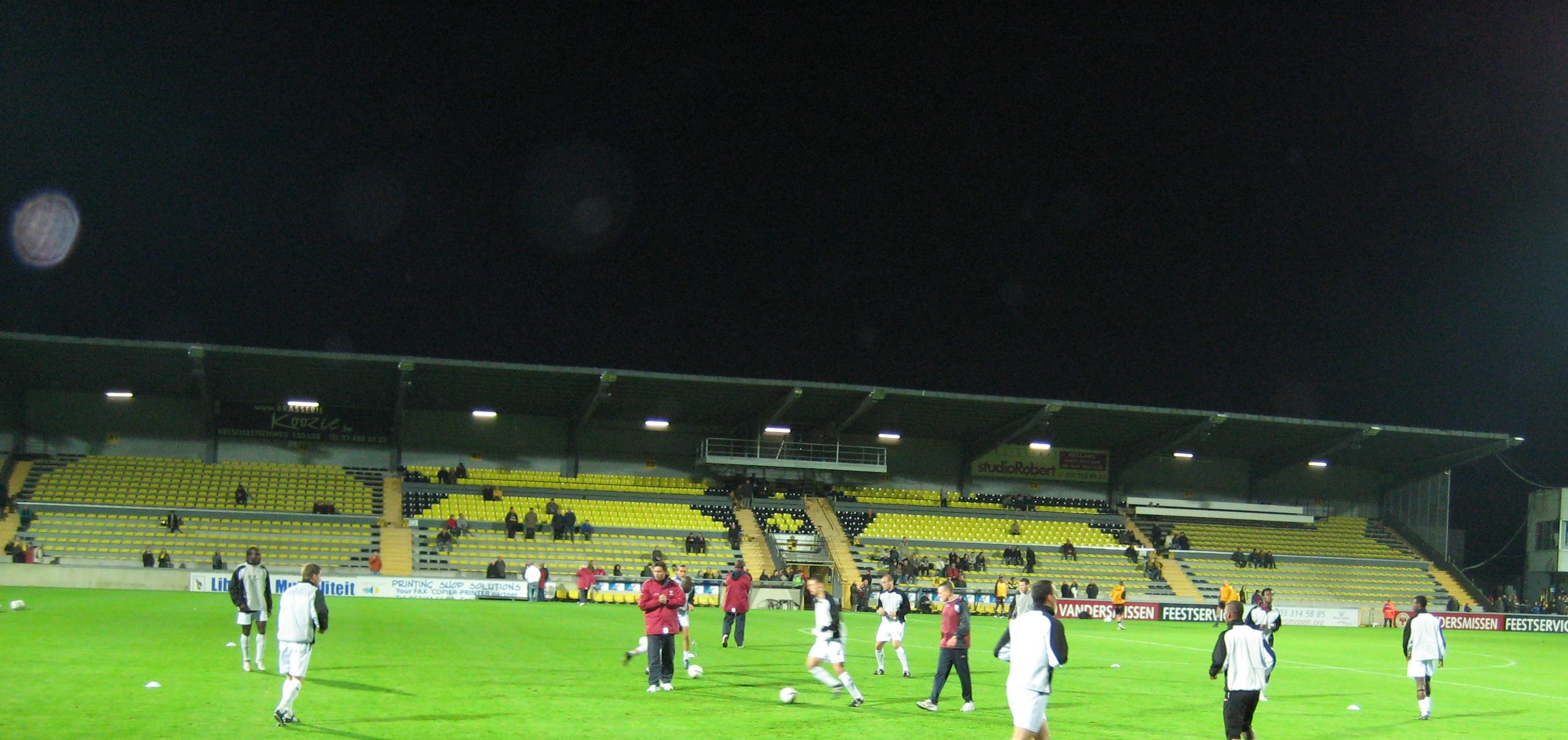
Das Herman Vanderpoortenstadion in Lier.

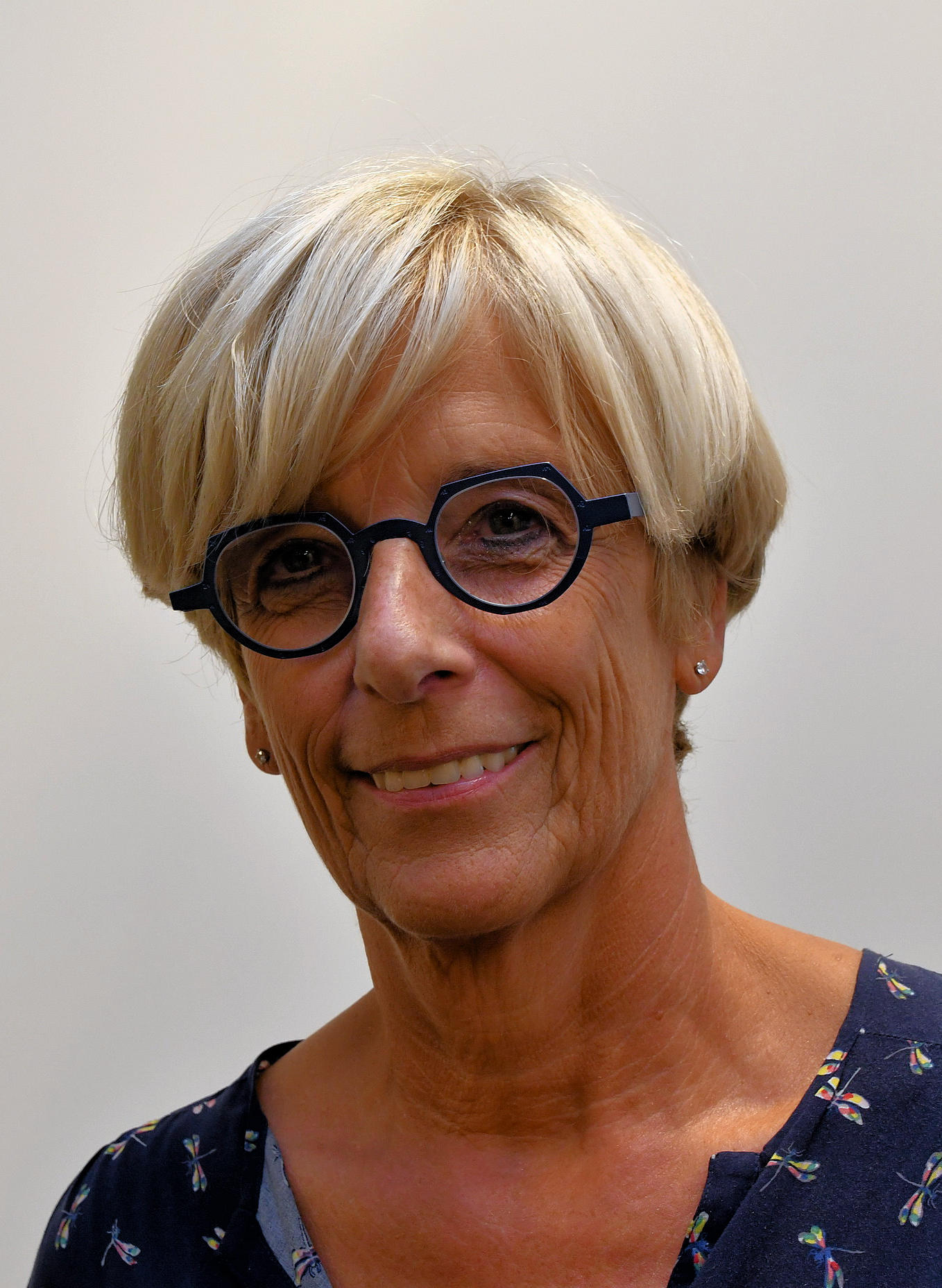
Herman Vanderpoortens Tochter Marleen Vanderpoorten war Mitglied und Präsidentin des Flämischen Parlaments sowie von 1999 bis 2004 flämische Unterrichtsministerin.

Vanderpoorten wurde am 26. Januar 1973 zum Justizminister in der Regierung Leburton I ernannt und bekleidete das Amt des Justizministers auch in der Regierung Leburton II (23. Oktober 1973 bis 19. Januar 1974), der Regierung Tindemans I (25. April bis 11. Juni 1974), der Regierung Tindemans II (11. Juni 1974 bis 4. März 1977) und der Regierung Tindemans III (6. März bis 18. April 1977). Er war zwischen 1973 und 1984 Mitglied des Parteibüros der Partei für Freiheit und Fortschritt sowie von 1977 bis 1983 Vorsitzender der PVV-Fraktion im Senat. Bei der Europawahl zwischen dem 7. und 10. Juni 1979 wurde er zum Mitglied des 1. Europäischen Parlamentes gewählt und gehörte diesem bis zu seinem Mandatsverzicht am 21. Mai 1980, woraufhin Karel De Gucht als Nachrücker neues Mitglied des Europäischen Parlaments wurde. Während seiner Mitgliedschaft im Europäischen Parlament schloss er sich der Liberalen und Demokratischen Fraktion an und war zwischen dem 20. Juli 1979 und dem 20. Mai 1980 Mitglied des Rechtsausschusses sowie zeitgleich Mitglied des Ausschusses für Geschäftsordnung und Petitionen.
Kurz vor seinem Ausscheiden aus dem Europäischen Parlament wurde Vanderpoorten am 18. Mai 1980 in der Regierung Martens III Vize-Premierminister,. Justizminister sowie Minister für institutionelle Reformen und bekleidete diese Ämter bis zum 7. Oktober 1980. Er gehörte ferner zwischen dem 21. Oktober 1980 und dem 3. September 1984 als dem Flämischen Rat (Vlaamse Raad) als Mitglied an, der nach der zweiten Staatsreform 1980 aus dem Nederlandse Cultuurraad hervorgegangen ist und unmittelbarer Vorgänger des 1996 entstandenen Flämischen Parlaments war. Als Nachfolger von Raymond Callaerts wurde er zudem im Januar 1983 Bürgermeister von Lier und hatte dieses Amt bis zu seinem Tode am 3. September 1984 inne, woraufhin Maurice Vanhoutte dieses Amt übernahm. Am 2. Dezember 1983 bekam er den Ehrentitel Staatsminister verliehen. Des Weiteren wurde er am 4. November 1971 Kommandeur des Leopoldsordens und erhielt am 5. November 1981 das Großkreuz des Kronenordens sowie am 7. Dezember 1978 das Großkreuz des Ordens Leopolds II. Darüber hinaus wurde „Het Lisp“, die Spielstätte des Fußballvereins Lierse SK und heute der Lierse Kempenzonen ihm zu Ehren in Herman Vanderpoortenstadion benannt.
Herman Vanderpoorten war der Vater der Politikerin Marleen Vanderpoorten (* 1954), die Mitglied und Präsidentin des Flämischen Parlaments sowie von 1999 bis 2004 flämische Unterrichtsministerin war, sowie Onkel von Patrick Dewael (* 1955), der unter anderem Ministerpräsident der Flämischen Regierung (1999 bis 2003) sowie zwei Mal belgischer Innenminister (2003 bis 2007, 2008) war.

## Hintergrundliteratur
- Op de lippen van Herman Vanderpoorten, 1987
- Het Liberalisme in België. Tweehonderd jaar geschiedenis, 1989